# Abbaye de Diges
L'abbaye de Diges est une ancienne abbaye située sur la commune de Diges dans le département de l'Yonne, en France.

## Historique
L'édifice est inscrit au titre des monuments historiques en 1931.